# 太平洋西南航空1771號班機空難
太平洋西南航空1771號班機是由洛杉磯國際機場飛往舊金山國際機場的定期航班（四個發動機的BAe 146-200型）。於1987年12月7日，一名員工因不滿被解雇且請求復職未果，帶槍上機射殺了其前主管後令飛機墜毀。1771號班機墜毀在加州聖路易斯-奥比斯波縣的卡幽卡斯市（Cayucos）附近，機上43名人員全數罹難。

## 機組員配置
機長為Gregg Lindamood，時年43歲，在該航空公司任職14年；副機長為 James Nunn ，1986年加入該航空公司，時年48歲；另配有一位空服員Debbie Neil。

## 機上知名的乘客
在乘客當中，其中四人為美國知名能源公司雪佛龍的主管，分別為國內石油與天然氣部門的總裁詹姆士西拉（James R. Sylla），南加州公共事務執行長歐恩莫非（Owen F. Murphy），裘斯林肯比（Jocelyn G. Kempe）與艾倫史瓦生（Allen F. Swanson）。 
其他知名的乘客還有來自西德天文物理學家沃夫岡史達特曼（Wolfgang Studemann）與加州多明尼加大學的校長奈爾偉柏（Neil Webb）

## 事件起因
1952年5月18日出生的大衛柏克（David Burke）曾經是全美航空的員工，但因為涉嫌偷竊一筆69美元的公款而遭到全美航空解僱。大衛柏克事後曾向他的舊主管瑞蒙·湯姆生（Raymond F. Thomson）要求復職，但未成功。在該解僱事件發生之前不久，全美航空剛剛收購了太平洋西南航空。在事件當時，全美航空仍在整併太平洋西南航空當中。
大衛柏克向前主管要求復職未果，心生報復之意。因得知前主管經常搭乘1771號班機往來工作地洛杉磯國際機場與居住地舊金山之間 ，於是大衛柏克便購買了同一班航次的機票，並利用舊的員工證繞過洛杉磯機場的安全檢查站，成功地攜帶了一把向同事借來的.44麥格農左輪手槍到飛機上。

## 事件經過
在上到飛機後，大衛柏克在飛機嘔吐袋的紙面上寫下一段文字，中文大意如下：
瑞（前主管的名字），我們最後變成這樣真是諷刺。還記得我請你放我家人一馬嗎？我被逼上絕路，你也別想逃過。 
（英文原文：Hi Ray.  I think it's sort of ironical that we ended up like this. I asked for some leniency for my family. Remember? Well, I got none and you'll get none.）
當1771班機在22,000英呎的高空飛過加州中部的海岸時，機上的通話紀錄器錄到了兩聲槍響。之後，女空服員Debbie Neil打開駕駛艙門，並對機長說：「我們有問題了……」，機長回問：「什麼問題？」，接下來出現一聲槍聲，推測是大衛伯克將和機長對話的女空服員射殺，大衛柏克接著說：「我就是那個問題！」。 隨後紀錄器又錄到兩聲槍響，據推測大衛柏克在此時射殺或重創兩名駕駛員。幾秒鐘後，飛機失控向下墜落，速度越來越快，連通話紀錄器都錄到巨大風壓在駕駛艙擋風玻璃造成的巨響。後來，又一聲槍響發生，據推測是大衛柏克向一位試圖進入駕駛艙挽救飛機的太平洋西南航空飛行員開槍 。最後，在下午4時16分，班機以稍微高於音速，大約1240公里每小時的速度墜毀在聖露西亞山（Santa Lucia Mountains），一個畜牧農場的山坡上，造成一個0.6米深，1.2米寬的撞擊坑。估計是大衛柏克槍擊機組人員後，刻意操控飛機以高速衝向地面。
幾天後，6個空彈殼與大衛柏克寫在嘔吐紙袋上的字在殘骸中被發現，聯邦調查局認為大衛柏克與該事件有關。同時，聯邦調查局也在手槍的破片中採集一枚指紋，並也確認是大衛柏克的。除此之外，大衛柏克的同事也坦承借槍給他，還有大衛柏克在飛機上打電話在女友的電話答錄機中留下告別的話。種種證據都證實大衛柏克是該事件的元凶。
在此之前，大衛柏克曾在一家紐約州羅徹司特（Rochester）的航空公司工作過，後來涉嫌透過航空公司從牙買加運送古柯鹼回美國，但從未被起訴。

## 事件之後
在此一事件之後，當局通過幾條新的聯邦法律，其中一條便是航空公司必須在第一時間取回離職員工的員工證。此外，所有的機組員必須與乘客一樣，通過機場的安全檢查。